# ورد أقل
ورد أقل، مجموعة شعرية من مؤلفات الشاعر العربي الفلسطيني محمود درويش، صدرت في عام 1986، عن دار العودة في بيروت، لبنان.